# Công xã nhân dân

Bích chương tuyên truyền cho một Công xã nhân dân lý tưởng.

Công xã nhân dân (tiếng Trung Quốc: 人民公社, nhân dân công xã) tại Cộng hòa Nhân dân Trung Hoa trước kia là cấp bậc cao nhất trong ba cấp bậc hành chánh ở nông thôn trong thời kỳ từ năm 1958 đến năm 1985 cho đến khi chúng bị thay thế bằng các hương làng. Công xã, đơn vị tập thể hóa lớn nhất, được chia thành những đội và đoàn sản xuất. Các công xã có các chức năng kinh tế, chính trị và chính quyền.

## Lịch sử
Công xã nhân dân được sinh ra trong thời kỳ Đại nhảy vọt khi Mao Trạch Đông hình dung ra một tương lai là sẽ vượt qua Vương quốc Anh và Hoa Kỳ trong một thời gian ngắn về sản xuất gang thép. Mao cũng muốn điều động tập hợp nông dân để thực thi các dự án thủy lợi khổng lồ trong lúc nông nhàn vào mùa đông để gia tăng sản lượng nông nghiệp.
Mỗi công xã là một tập hợp các nông trại tập thể hóa nhỏ hơn tổng cộng có chừng 4.000-5.000 hộ gia đình, và các công xã lớn hơn có thể có đến 20.000 hộ gia đình.
Công xã nhân dân được hợp thức hóa như chính sách của chính phủ Trung Hoa năm 1958 sau khi Mao viếng thăm một công xã không chính thức tại Hà Nam.

## Thành lập
Để đưa kế hoạch cấp tiến này vào thực hiện, Mao Trạch Đông đã sử dụng Chiến dịch chống phe hữu để bịt miệng những đối thủ chính trị của ông. Vì thế, ông gần như không gặp phải sự chống đối nào khi thực hiện chính sách Công xã nhân dân. Dùng nhiều chiến dịch tuyên truyền khác nhau, Mao đạt được sự ủng hộ ban đầu của nông dân.
Công xã nhân dân được thành lập để hỗ trợ cho chiến dịch Đại nhảy vọt và vẫn là một phần không tách biệt của chiến dịch này. (Như được thấy trong bích chương tuyên truyền "Ba lá cờ đỏ")

## Cuộc sống ở công xã
Trong công xã, mọi thứ đều là của chung. Nhà bếp công xã trở nên rườm rà. Mọi thứ thuộc về nhà bếp như bàn ghế, dụng cụ nấu ăn và nồi chảo, tất cả được tập trung vào nhà bếp công xã. Nấu ăn riêng lẻ bị cấm và được thay thế bằng ăn uống tập thể.
Mọi thứ ban đầu của các hộ gia đình như những con vật, thóc lúa dự trữ và các đồ vật khác cũng bị tập trung vào công xã. Chúng được công xã sắp xếp cho những phận sự khác nhau. Tất cả các hoạt động nông nghiệp đều do cán bộ tập quyền sắp xếp mỗi buổi sáng. Thậm chí tiền bạc bị cấm sử dụng ở một số nơi. Hơn thế nữa, cuộc sống gia đình bị xóa bỏ; các nhà dưỡng lão công xã được thiết lập, và người dân không được phép ăn chung với gia đình.
Một hệ thống công điểm (work point system) được sử dụng để tính mức thưởng, và những ai có công điểm trên trung bình có thể được thưởng tiền mặt.